# Георги Раев
Георги Константинов Раев е български просветен деец от Македония.

## Биография
Раев е роден в 1866 година в град Прилеп, тогава в Османската империя, днес в Северна Македония. В 1887 година завършва с втория випуск на Солунската българска гимназия. В 1895 година завършва математика в Женевския университет.
От 1896/1897 до 1900/1901 учебна година е учител в гимназията, а от 1900/1901 до 1903/1904 година е четири години директор.
Установява се в София където е назначен за директор на Класическата гимназия.
Умира в София на 29 септември 1946 година.